# Distretto di Hussein Dey
Il distretto di Hussein Dey è un distretto della provincia di Algeri, in Algeria, con capoluogo Hussein Dey.

## Comuni
Il distretto di Hussein Dey comprende 4 comuni:
- Hussein Dey
- Belouizdad
- El Magharia
- Kouba